# 肥肝

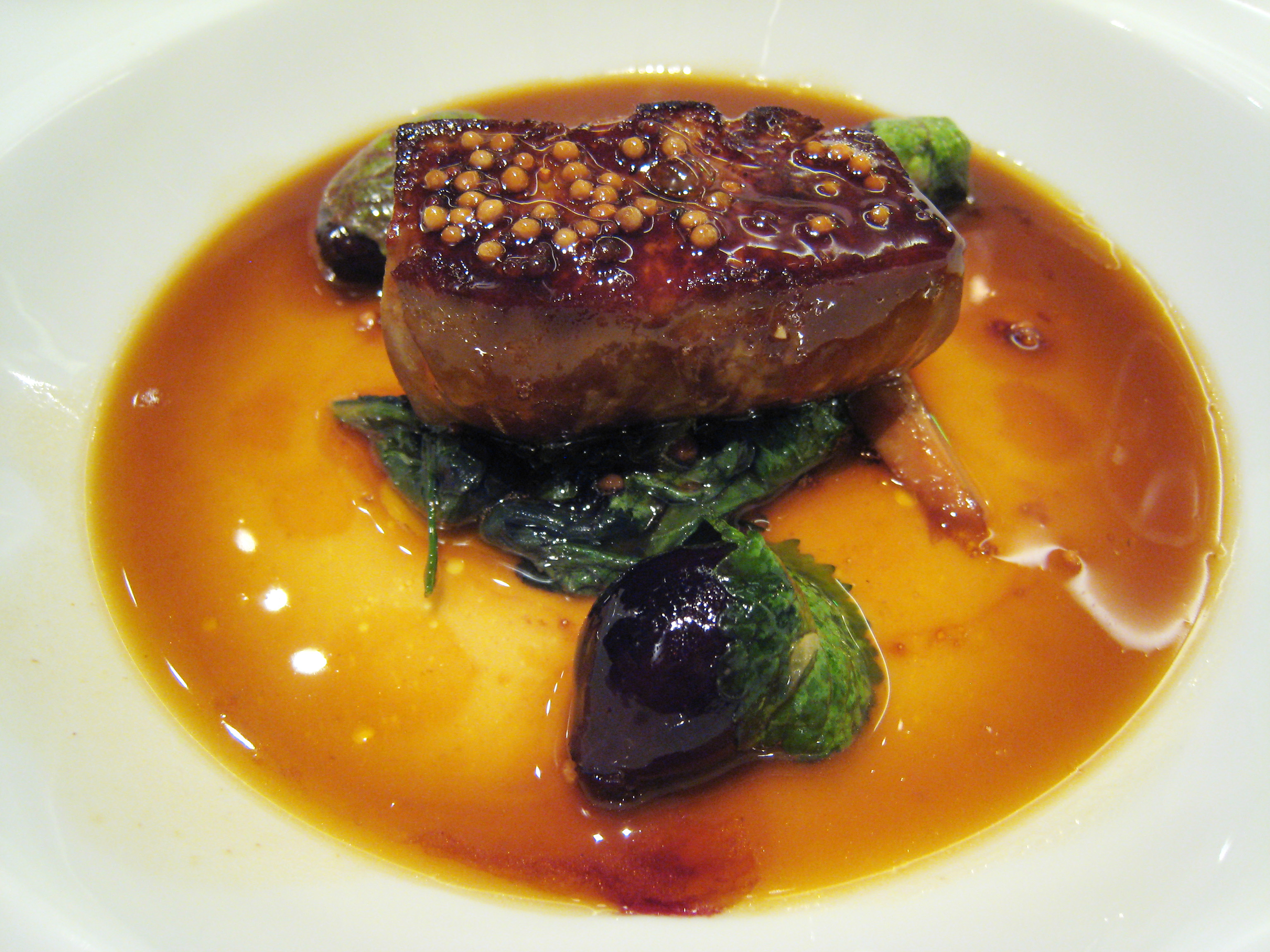
煎鴨肝佐牛蕈菇醬

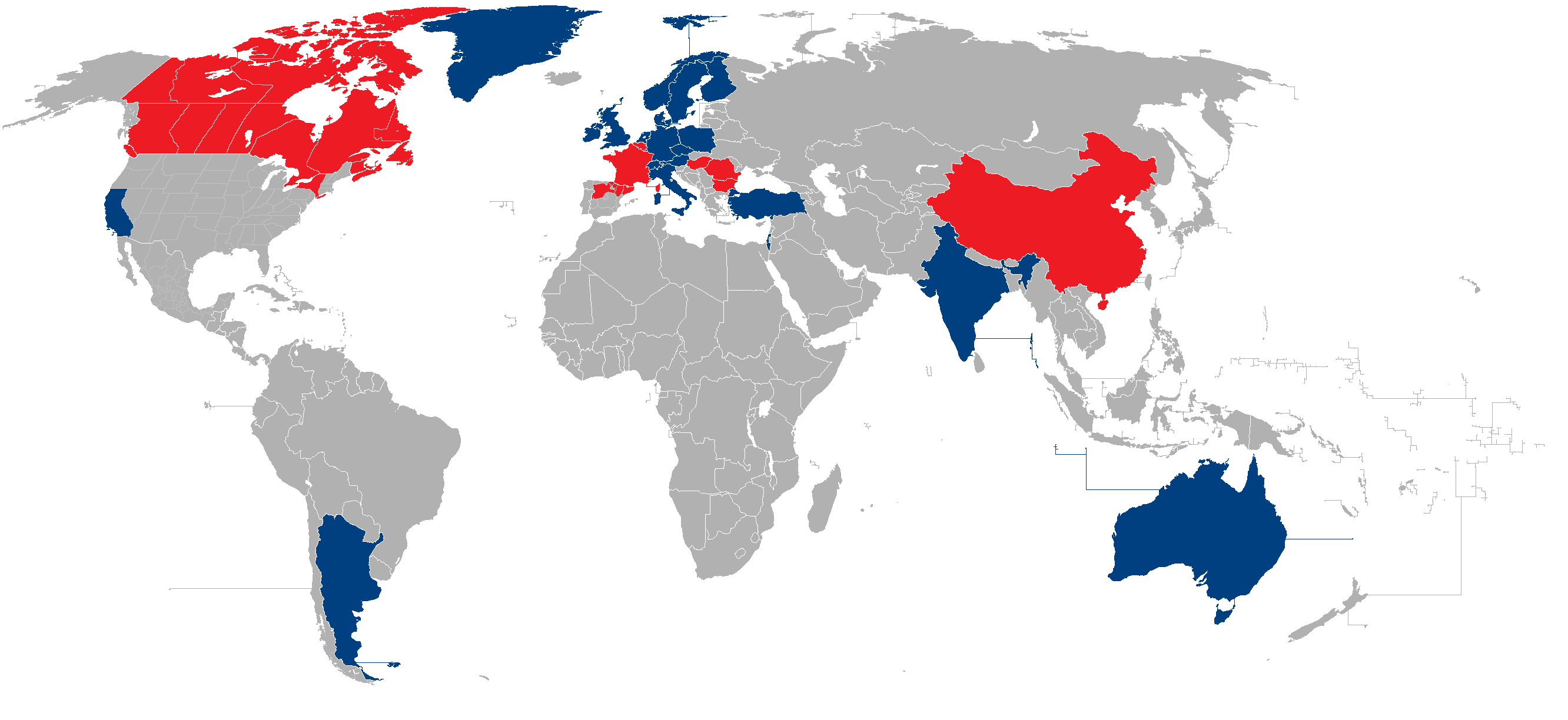
肥肝产品被禁止的国家或地区
主要生产肥肝产品的国家或地区

肥肝（法語：foie gras，發音：[fwa ɡʁɑ] ⓘ）是一道用鴨子或者鵝的脂肪肝做成的高級法國菜，與松露、魚子醬並稱為「西方三大珍馐」。
肥肝需要用管子強迫餵食鸭子和鹅才能得到，此種方法被稱為填鸭法。因為製作過程太過殘忍，世界不少國家已經禁止其製作和販賣，甚至連法國本土都有不少餐廳棄用。

## 名稱和定義
foie gras在中文圈誤稱為鵝肝，但其實鴨肝也是用這個詞，foie gras一詞原本是指“所有雁形目鳥類的肝臟”。
根据法国法规的定義，肥肝是一種專指“用鵝和鸭的肝臟制成的脂肪肝”，其餘鳥類或者動物的肝均不能算作肥肝。
虽然传统上用鹅肝来制作肥肝，但主要由於成本的原因，现在绝大多数肥肝都用鸭肝来制作，2014年法国产的肥肝之中97%都是鸭肝。法语、英语等语言中，“肥肝”并未说明是鹅还是鸭，需要时使用“肥鸭肝”（法語：foie gras de canard）和“肥鹅肝”（法語：foie gras d'oie）以精确说明。然而中文口语中却常用鹅肝来指代所有肥肝，鉴于目前鸭鹅肝的使用比例，这种称呼可能会产生一定的混淆。

## 歷史
肥肝其實歷史比想像中悠久，起源於約公元前25世紀的埃及，當時的埃及人已經發現鵝可以被過份餵飼，从而得出肥大的肝臟。
其後肥鵝肝傳至羅馬帝國。隨著4世紀羅馬帝國的衰亡，肥鵝肝這種食物也幾乎失傳，只有猶太人保留下來，直至16世紀傳到法國地區，並於該處發揚光大成為法國料理的名菜之一。

## 饲养方法

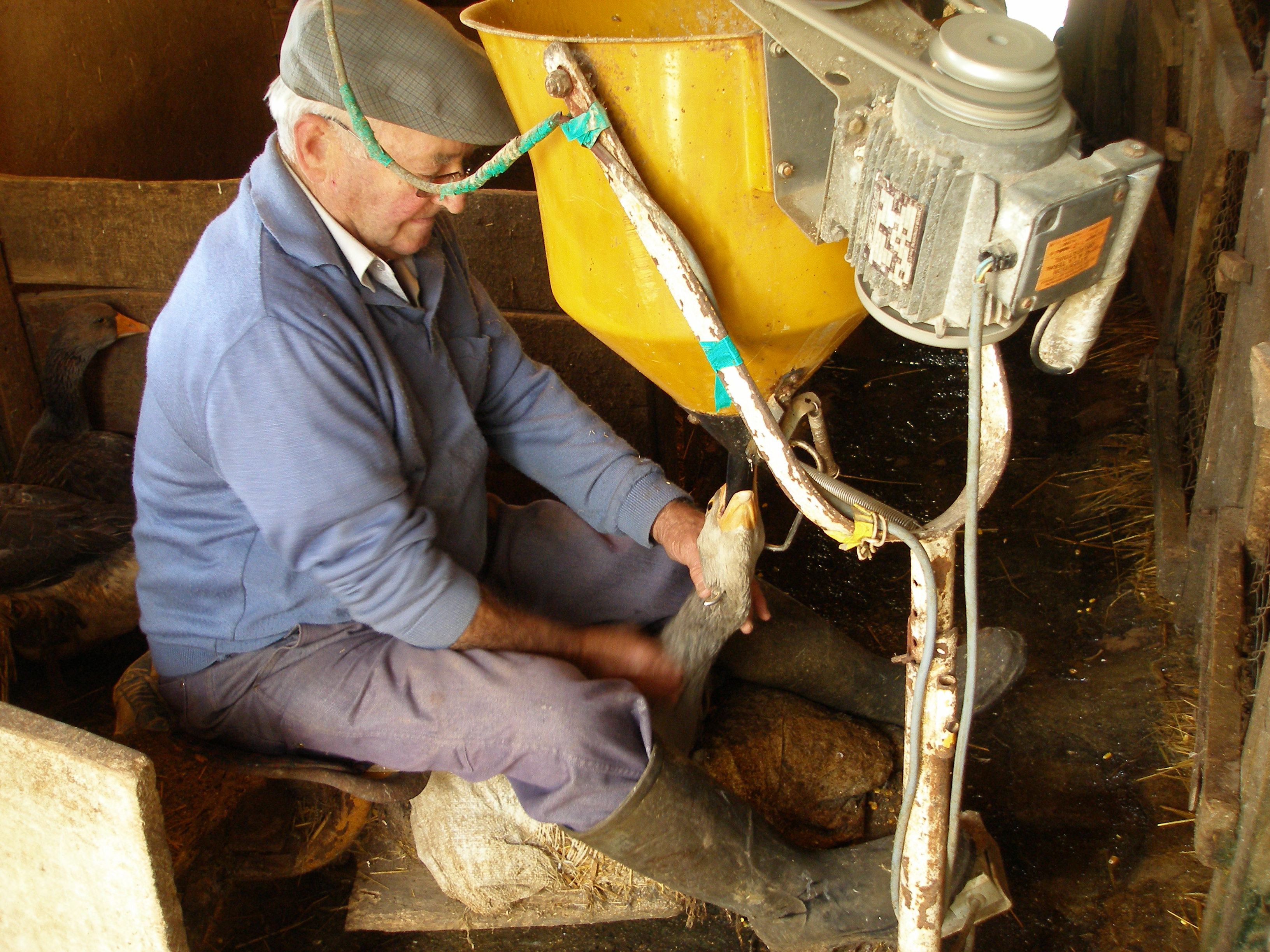
傳統肥肝養殖的強迫灌食法，在兩至三秒內把食物直接灌進鸭或鵝的食道。

除少數之外，生產肥肝的農場通常以管饲法/填鸭法將飼料直接強灌到胃部的方式來迫使鸭或鹅罹患脂肪肝。
孵化后，雏鹅/鸭中的雌性被认为其肝脏不适宜制作该菜肴，故将被直接除去。剩下的雄性将在局促的空间中被饲养，在約14星期後便開始強迫灌食。灌食為期2至4星期，每日2至3次，使用管子將特別調製的玉米漿直接灌入其食道。這會使大量過剩的脂肪在其肝臟積聚（脂肪肝），最後得出肥大的肝臟。

### 争议
這種饲养方式受到很多動物權益維護人士所批評，他们認為這種從過份餵飼的鸭或鵝取肝的方式是對鸭或鵝的殘忍虐待，因此發起拒吃肥肝的運動。

### 製成品
一個完整的鵝肝一般重量大約為700至800克，鴨肝則為450至600克，會以冷凍的方式保存。很多時候，鴨肝與鵝肝會製成小罐裝的肥肝醬以便保存。肥肝可以以整块贩售，或是制成慕斯、芭菲或肉酱，以及佐餐。昂贵的肥肝酱不耐保存，极易被霉菌侵蚀。大多数肥肝酱商品中含有大量鹅油防止腐败。而肥肝酱一旦开启必须在五天左右吃完而且必须密封保存。

## 食用

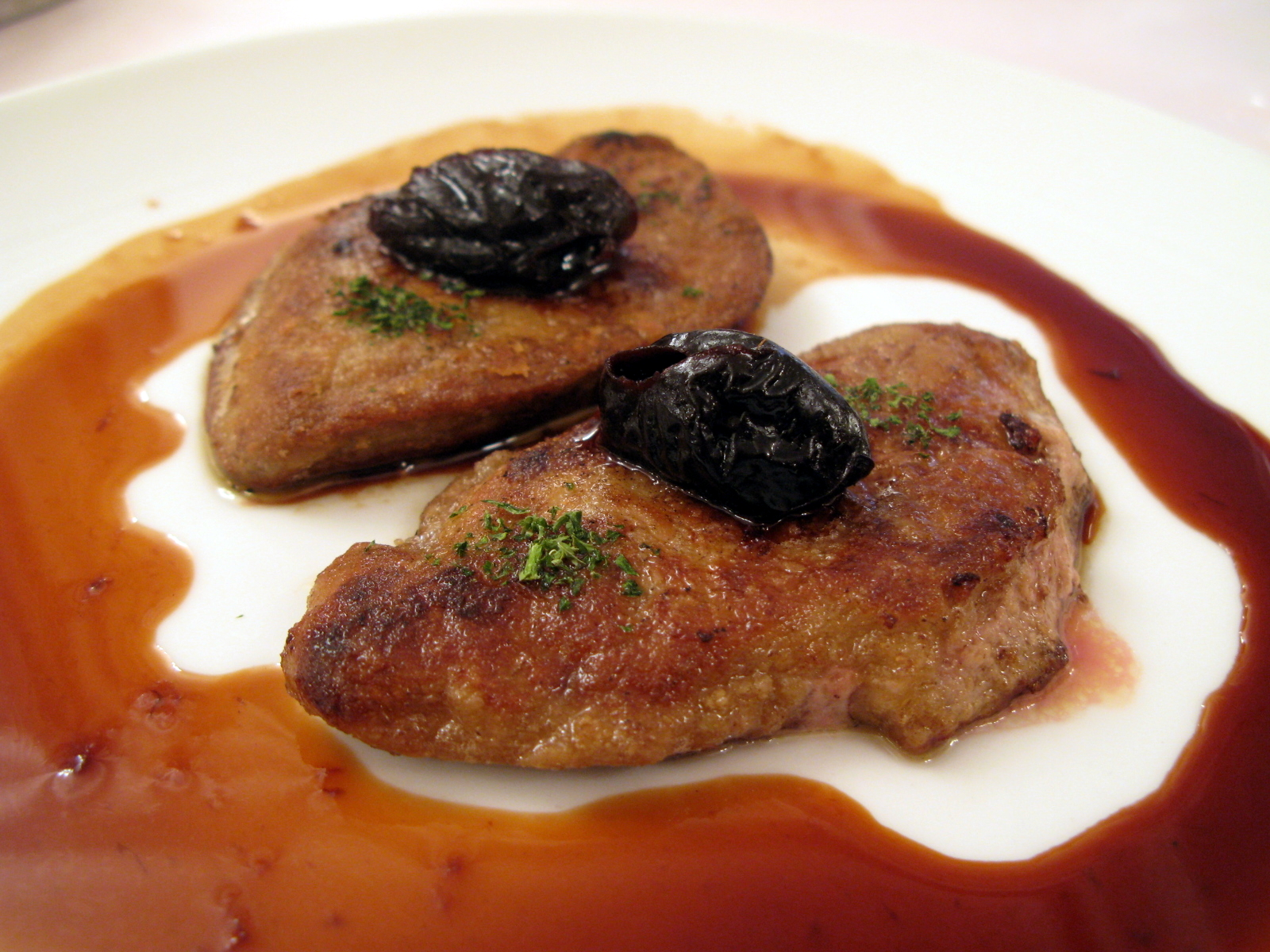
煎肥肝

由於肥肝的生產和價值相对较贵，法國人通常也只在大型節日（例如聖誕夜或新年夜）才享用肥肝。肥肝會被切成塊狀煎香，或將肥肝醬涂在麵包上食用。通常，肥肝的烹飪方法有很多種，餐廳中最常見的是“半熟肥肝”（mi-cuit），這種製作方法简單，成品容易保存。大致程序是：冷凍整件肥肝，去掉裏面的纖維，用手掰碎，加入牛油，鹽等調料，用保鮮紙包好（呈火腿腸状），放在裝了水的烤盤内，入焗爐烘烤半小時左右，拿出放入冰箱内待用。而煎肥肝需要掌握非常好的火候，否则，結果可能就會得到很小的一件肥肝和很多的油。因為這種方式烹飪的肥肝不容易製作，所以一般來说，在餐廳裏，煎肥肝會比半熟肥肝貴很多。還有其他的肥肝製作方式，例如烤肥肝——用香料，和肥肝放進焗爐裏烤。这種肥肝是口味較重，比較香。一般在吃肥肝的時候，會用麵包，加上果醬，或者，加上特製的红酒洋葱。

### 禁忌
具有過敏病史者，不宜食用包括肥肝在内的家禽家畜等養殖動物的內臟。

### 文化
- 法国法律声明“肥肝是受保护的法国文化和烹饪技艺遗产”。[9]。
- 肥肝的口味通常被描述成肥厚的、油润的和可口的，不同于一般的鹅或鸭的肝脏。
- 歐洲人將肥肝與魚子醬、松露並列为「世界三大珍饈」。
- 肥肝在法國菜裏面屬於前菜。

## 生产状况
現時，法國佔全球肥肝產量超過80%以上，是肥肝最大的生产国和消费国。
此外，匈牙利年產2600噸，保加利亞年產2000噸，分別列第二、第三位。
肥肝的生产和消费已经拓展至世界，特别是在其他欧洲国家、美国和中国。

## 禁止肥肝法
一些国家和法院已裁决禁止以强制喂养的方式生产的肥肝的销售。

### 印度
2014年7月，印度成為首個用國家法律去全面禁止鵝肝和鴨肝的國家，印度國際人道協會的常務董事說：“這是印度乃至全球動物福利的勝利，為其他國家樹立了一個先例”。

### 澳洲
澳洲於2015年禁止鵝肝，但是並未禁止鴨肝。

### 阿根廷
2003年8月，阿根廷禁止生產鵝肝，因為它被認為是虐待動物的行為，2015年阿根廷也禁止了鸭肝。

### 巴西
2015年6月，聖保羅市禁止餐廳生產和銷售鵝肝，2016年该法律被推翻，2018年又被重新實施。

### 歐盟
早在1997年開始，歐盟就逐步提倡廢除肥肝的銷售，截至2016為止，歐洲只有五個國家還在生產肥肝，它們分別是：比利時、保加利亞、法國、匈牙利和西班牙。

### 美國
2008年，洛杉磯議會一致通過了禁止鵝肝的決議，成為美國第一個禁止肥肝的城市，而洛杉磯所在的加利福尼亞州也成為全美第一個禁止肥肝的州。
2006年，芝加哥市議會投票禁止出售鵝肝醬，違反禁令將被處以250-500美元的罰款，提出禁令的市議員喬摩爾將鵝肝醬的生產方法描述為“明顯虐待動物”。
2019年，紐約市議會投票決定到2022年1月1日起全面禁止涉及強制餵食的鵝肝，並給與商家3年的緩衝期限。

### 以色列
2003，以色列最高法院下令以色列農業部禁止強制餵鵝，2005年3月31日起生效，2005年10月一度被餐飲界駁回，但2006年又再次恢復，2013年把鴨肝也加入此列，以色列農業部還會跟踪禁令的執行情況，並對非法強制餵食的農場提出投訴。

## 外部連結
- 鹅肝，残忍的美食 （页面存档备份，存于）